# Peter Marchbank
Pour les articles homonymes, voir Marchbank.
Peter Marchbank est un chef d'orchestre britannique.

## Biographie
Après des études à l'Université de Cambridge, il est brièvement chef de l'orchestre de la Queen Mary's School for Boys (en) de Basingstoke dans le Hampshire. Il se joint ensuite à la BBC en 1969 et devient le producteur senior de l'Orchestre philharmonique de la BBC en 1977. Il se joint à l'Orchestre national de Lille en 1991.
Entre temps, Marchbank conduit des orchestres tel que l'Orchestre symphonique royal du Nord (en) de Newcastle upon Tyne et l'Orchestra of the Swan (en) de Stratford-upon-Avon ainsi que différents orchestres en Australie, Bulgarie, Colombie, Costa Rica, République Tchèque, Équateur, Égypte, France, Lituanie, Norvège, Panama, Pologne, Portugal, Roumanie, Afrique du Sud, Suède, Turquie, Ukraine et au Venezuela.